# Chaetophiloscia pearsi
Chaetophiloscia pearsi is een pissebed uit de familie Philosciidae. De wetenschappelijke naam van de soort is voor het eerst geldig gepubliceerd in 1953 door Vandel.